# Beauceville
Beauceville é uma cidade do Conslho Regional Municipal Robert-Cliche em Quebec, localizada na região administrativa Chaudière-Appalaches.
Cobrindo uma área de 167,54 quilômetros, Beauceville estende-se de ambos os lados do rio Chaudière, 85 km ao sul de Quebec, 55 km da fronteira com o estado americano de Maine e 120 km de Sherbrooke . No censo de 2006 havia 6.226 habitantes, contra 6.261 em 2001.